# José Luis Reséndez
José Luis Reséndez Santos (Monterrey, Nuevo León, Meksiko, 14. listopada 1978.) meksički je glumac i model, najpoznatiji po svojim ulogama u telenovelama Televise i Telemunda.
Reséndezova najpoznatija uloga jest ona Nazarija u seriji Između ljubavi i mržnje.

## Filmografija
- Amigas y rivales – Juan
- Između ljubavi i mržnje – Nazario
- El juego de la vida
- Las vías del amor
- Clase 406 – Gilberto Bernal
- Clap, el lugar de tus sueños — César
- Mujer, casos de la vida real
- Maćeha – Greco Montes
- Alborada – Andrés Escobar
- Heridas de amor – Fabricio Beltrán Campuzano
- Opijeni ljubavlju – Hilario Quijano
- Amor sin maquillaje
- Tormenta en el paraíso – David Bravo
- Ružna Betty – Esteban
- Un gancho al corazón – Fausto Buenrostro
- Mujeres asesinas – Miguel Arroyo
- Camaleones – Pedro Recalde
- Los herederos del Monte – José del Monte
- Flor Salvaje – Pablo Aguilar
- Corazón valiente – Juan Marcos Arroyo
- Dama y obrero – Pedro Pérez
- Señora Acero – Acasio Martínez / El Teca / Alfredo Díaz